# 乔纳森·戈尔德

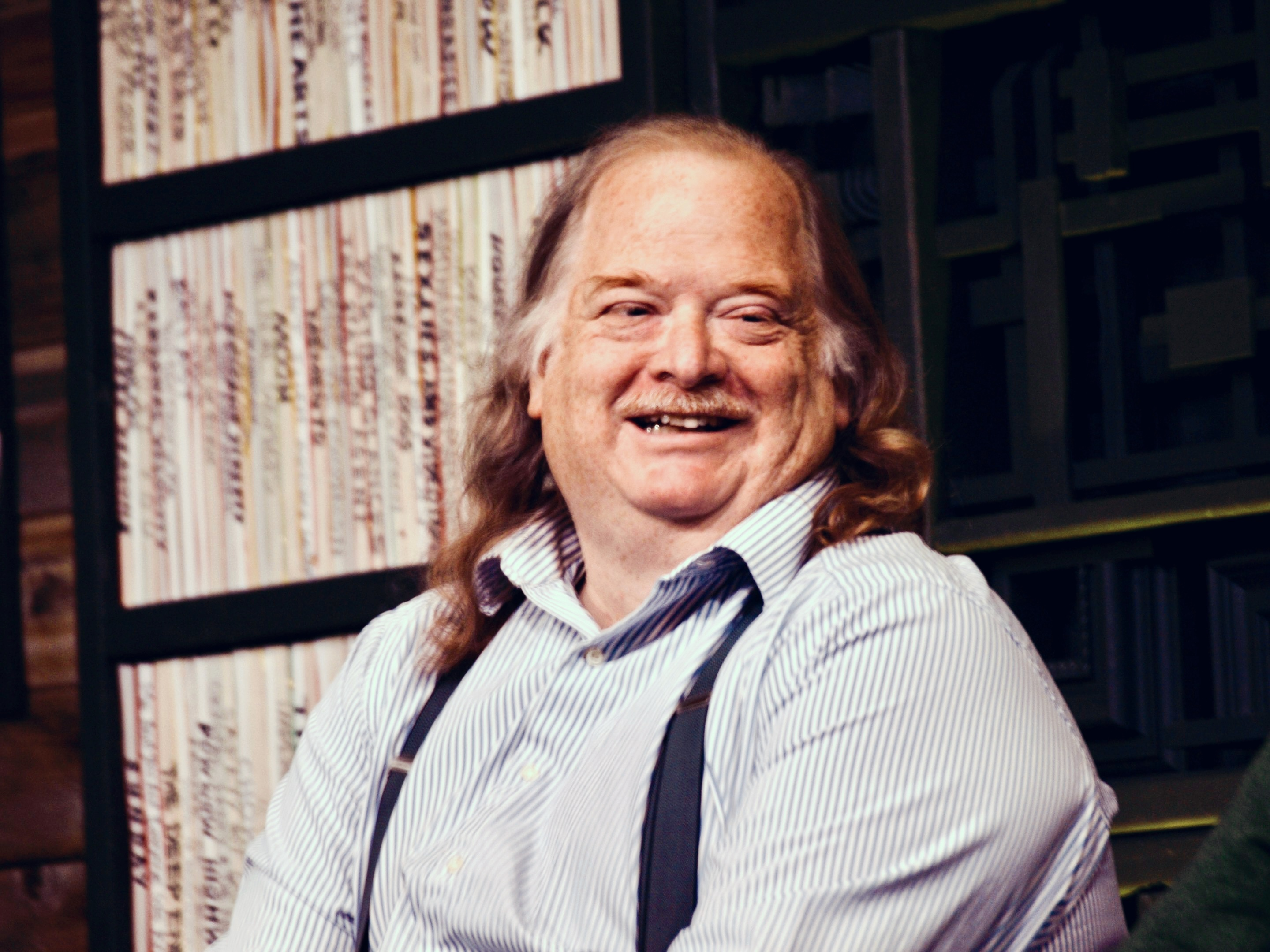
乔纳森·戈尔德

乔纳森·戈尔德（Jonathan Gold，1960年7月28日 - 2018年7月21日）是一位美国美食和音乐评论家。他曾長期在洛杉磯時報上發文評論美食以及餐館。他也是第一位獲得普利策獎的美食評論家。
2018年7月，戈尔德被诊断出罹患胰腺癌。 當月的7月21日，他就病逝於洛杉矶，享年57岁。 他的墓地位於好莱坞永恒公墓。 